# Вістоніда
Вістоніда (грец. Βιστωνίδα) — солонувате озеро на півночі Греції, адміністративно відноситься до колишнього ному Родопі, периферія Східна Македонія та Фракія.
Площа водного дзеркала — близько 45 км², розташоване на кордоні номів Ксанті і Родопі. Від Егейського моря озеро відділене вузькою смугою землі, на якій розташоване рибальське селище Лагос.
Вважається, що на цьому місці розташовувалося античне місто Вістоніда, відоме за давньогрецькими міфами про Геракла і царя Діомеда.
Οзерο Вістоніда 1996 року оголошене заповідним. Його береги вкриті очеретом (Phragmites) і тамариском (Tamarix). На озері гніздяться і мешкають 227 видів птахів. Навколо озера —  вологі луки, зустрічаються солончаки.
На мальовничому острові посеред озера діє храм Святого Димитрія, який відноситься до подвір'я афонського монастиря Ватопед.

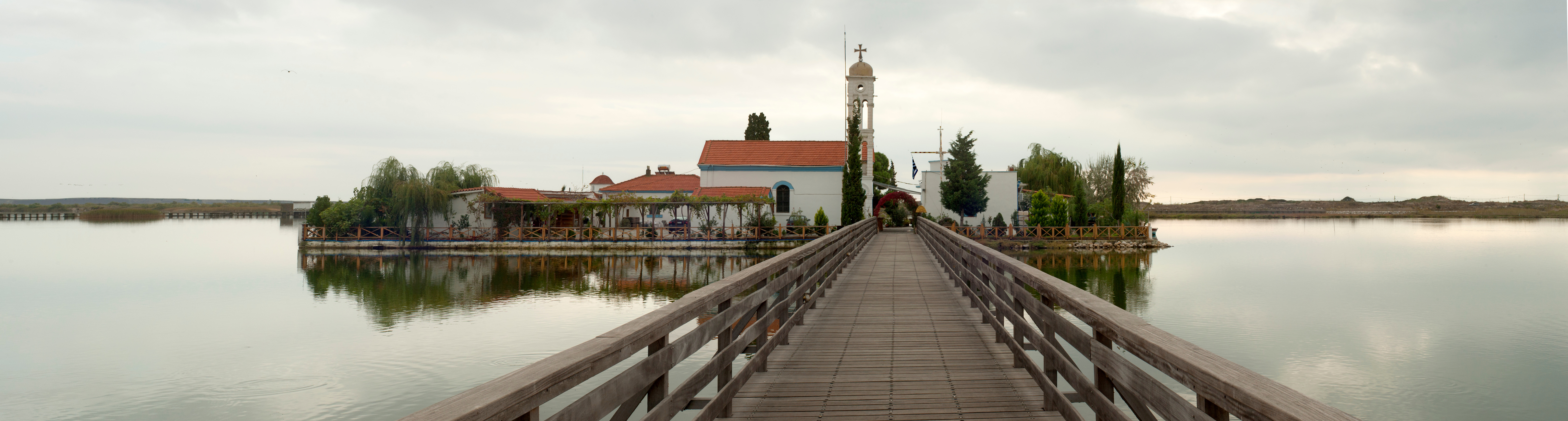
Храм Святого Димитрія на Вістоніді